# Paragus cooverti
Paragus cooverti är en tvåvingeart som beskrevs av John Richard Vockeroth 1986. Paragus cooverti ingår i släktet stäppblomflugor, och familjen blomflugor. Inga underarter finns listade i Catalogue of Life.